# Metaleptus
Metaleptus is een kevergeslacht uit de familie van de boktorren (Cerambycidae). De wetenschappelijke naam van het geslacht werd voor het eerst geldig gepubliceerd in 1872 door Bates.

## Soorten
Metaleptus omvat de volgende soorten:
- Metaleptus angulatus (Chevrolat, 1835)
- Metaleptus batesi Horn, 1885
- Metaleptus discoideus Linsley, 1935
- Metaleptus hondurae Nonfried, 1894
- Metaleptus lecontei (Casey, 1912)
- Metaleptus pyrrhulus Bates, 1880